# Golda (film)
A Golda 2023-ban bemutatott amerikai–brit életrajzi filmdráma, amelyet Guy Nattiv rendezett. A főbb szerepekben Helen Mirren, Camille Cottin, Liev Schreiber, Lior Ashkenazi és Dvir Benedek látható.
Amerikában 2023. augusztus 15-én, Egyesült Királyságban 2023. október 6-án, míg Magyarországon 2023. december 7-én mutatták be a mozikban.

## Cselekmény
1973 októberében az izraeli hírszerző ügynökség, a Moszad értesüléseket kap arról, hogy Egyiptom és Szíria katonai hadjárat indítására készül Izrael ellen, és ezt azonnal továbbítja Golda Meir izraeli miniszterelnöknek. Meir elutasítja a hírszerzési információt, megjegyezve, hogy védelmi minisztere, Móse Daján támogatása nélkül nem tud ellentervet kezdeményezni, aki ugyancsak szkeptikus.
Október 6-án, a jom kippur zsidó szent napon Meir belső köre arról tájékoztatja őt, hogy Egyiptom nagy erőket gyűjtött össze a Szuezi-csatornával szemben, és arra a következtetésre jut, hogy napnyugtakor megkezdődnek az ellenségeskedések. Bár Meir felismerte, hogy késlekedik a megfelelő felkészüléssel, nem hajlandó megelőző lépést tenni, ehelyett részleges mozgósítást rendel el a fenyegetéssel szemben. Ennek ellenére meglepődik, amikor a támadás korán megkezdődik. Dayán, akit a szíriai határon lévő Golán-fennsík ellenőrzésére küldenek, elborzadva tapasztalja, hogy Szíria alapos támadást indított a rosszul felkészült izraeli csapatok ellen. Kábultan próbál lemondani; Meir lebeszéli róla, de elveszíti a bizalmát.
Október 7-8. között, amikor Egyiptom és Szíria Izrael felé tör előre, David Elazar altábornagy, az izraeli védelmi erők vezérkari főnöke azt javasolja, hogy az Avraham Adan vezérőrnagy vezette 162. hadosztály segítségével mentesítsék az izraeli erődítményeket a Sínai-félszigeten. Zvi Zamir Moszad-főnök ellenkezése ellenére a terv megvalósul, de az egyiptomiak legyőzik az izraeli erőket. Másnap, miután a szíriai offenzíva lelassult, Dayan légicsapást javasol a szíriai főváros, Damaszkusz ellen, hogy nyomást gyakoroljon Egyiptomra. Az Izraeli Légierő azonban repülőgéphiány miatt nem tudja végrehajtani. Meir válaszul Henry Kissinger amerikai külügyminisztert kéri, hogy biztosítson felesleges repülőgépeket, amibe az vonakodva beleegyezik, bár kifejti, hogy az 1973-as olajválság fényében problematikus, hogy az Egyesült Államok növelje Izrael támogatását.
Az ötödik napon, a növekvő feszültségek közepette Aríél Sárón vezérőrnagy hadműveletet javasol a Szuezi-csatornán való átkelésre a 143. hadosztály felhasználásával, hogy kihívja az egyiptomi második és harmadik hadsereget. Zvi tájékoztatja Meirt, hogy az egyiptomi 4. és 21. hadosztály két nap alatt átkelne a csatornán, így az egyiptomi főváros, Kairó védtelen maradna egy esetleges támadás esetén. A hírszerzés szerint az egyiptomiak átkelnek a csatornán, a Haim Bar-Lev altábornagy vezette izraeli harckocsizó erők ellenállásába ütköznek, és vereséget szenvednek el.
Október 15-én Sharon csapatai átkelnek a csatornán egy védtelen ponton, az úgynevezett "kínai farmon". Egyiptomi egységek rajtaütnek, de megtartják pozícióikat. Elazar eközben arra készül, hogy a Harmadik Hadsereg elbarikádozza Szuezt Kairótól, ami ennek megfelelően tárgyalásra kényszerítené Egyiptomot. Ezzel egyidejűleg Kissinger magánlátogatást tesz Meirnél, és a tűzszünet elfogadására sürgeti. Meir mégis folytatja a tervét, ami végül tárgyalásokra kényszeríti Egyiptomot.
A huszadik napra mindkét fél beleegyezik a további diplomáciai tárgyalásokba és a hadifoglyok cseréjébe, ezzel gyakorlatilag lezárva a konfliktust. Zvi azonban négyszemközt tájékoztatja Meirt, hogy Eli Zeira vezérőrnagy, a katonai hírszerzés főnöke elmulasztotta megfelelően nyomon követni az egyiptomi oldalról érkező hírszerzési jeleket, ami lehetővé tette, hogy Izraelt váratlanul megtámadják. Bár megdöbbent, inkább vállalja a felelősséget, minthogy felfedje a lehallgatórendszer létezését. A győzelem ellenére a konfliktus intenzitása érzelmi áldozatot követel az idős Meirtől, akit rákbetegség sújt.
Egy évvel később, 1974-ben Meir tanúskodik az Agranat Bizottság előtt a háborúban tanúsított magatartásáról. Nem hivatalosan kijelenti, hogy kezdeti bizonytalansága ellenére valóban úgy érezte, hogy a háború biztos. Négy évvel később, 1978. október 8-án, az ágyhoz kötött Meir meghal, miközben az egy évvel korábbi, Anvar Szádát egyiptomi elnökkel való találkozójáról készült felvételeket nézi.

## Szereplők
| Szerep          | Színész        | Magyar hang        | Leírás                             |
| --------------- | -------------- | ------------------ | ---------------------------------- |
| Golda Meir      | Helen Mirren   | Bánsági Ildikó     | Izrael miniszterelnöke.            |
| Lou Kaddar      | Camille Cottin | Kisfalvi Krisztina | Golda Meir magántitkára.           |
| Móse Daján      | Rami Heuberger | Tarján Péter       | Izrael védelmi minisztere.         |
| Zvi Zamir       | Rotem Keinan   | Seder Gábor        | A Moszad igazgatója.               |
| David Elazar    | Lior Ashkenazi | Kőszegi Ákos       | Az IDF vezérkari főnöke            |
| Aríél Sárón     | Ohad Knoller   | Megyeri János      | Parancsnok a 143. hadosztályban    |
| Henry Kissinger | Liev Schreiber | Csankó Zoltán      | Egyesült Államok külügyminisztere. |

### Magyar változat
- Bemondó: Zahorán Adrienne
- Magyar szöveg: Egressy G. Tamás
- Hangmérnök és produkciós vezető: Nagy Márk
- Vágó: Haszon Janka
- Gyártásvezető: Szántai Szófia
- Szinkronrendező: Bartucz Attila

A szinkront a Budapest Audio készítette el.

## A film készítése
2021 áprilisában bejelentették, hogy Helen Mirren lesz a főszereplő, a rendező Guy Nattiv, a forgatókönyvet Nicholas Martin írja. 2021 novemberében Camille Cottin, Rami Heuberger, Lior Ashkenazi, Ellie Piercy, Ed Stoppard, Rotem Keinan, Dvir Benedek, Dominic Mafham, Ben Caplan, Kit Rakusen és Emma Davies csatlakozott a stábhoz. 2022 januárjában Liev Schreiber bejelentette, hogy részt vesz a filmben.
A forgatás 2021. november 8-án kezdődött Londonban.